# 26. вечити дерби у фудбалу
26. вечити дерби у фудбалу је фудбалска утакмица одиграна у Београду 17. априла 1960. године, између Црвене звезде и Партизана. Утакмица се завршила резултатом 1 : 1 (0 : 0).